# Patricia de Lille
Patricia de Lille (Beaufort West, 17 de febrero de 1951) es una política sudafricana, que se desempeña actualmente como ministra de Obras Públicas e Infraestructura y líder del partido político Good. Previamente se había desempeñado como alcalde de Ciudad del Cabo entre 2011 y 2018, y ministra de Desarrollo Social de la Provincia del Cabo Occidental entre 2010 y 2011. Fundó y lideró Demócratas Independientes (ID), un partido político el cual se formó en 2003 durante el período en que rigió el sistema floor-crossing, luego de romper con el Congreso Panafricanista de Azania (PAC, por sus siglas en inglés). En agosto de 2010, ID se fusionó con Alianza Democrática, la oposición al oficialismo sudafricano del CNA, y el partido fue oficialmente disuelto en 2014. Entre 2015 a 2017, se desempeñó como la líder provincial en Cabo Occidental de AD.
De Lille fue seleccionado por su partido como candidata a alcalde de Ciudad del Cabo, derrotando al hasta ese momento alcalde Dan Plato, en las elecciones municipales de 2011. Fue reelegida a un segundo mandato como tal en las elecciones de 2016.
De Lille quedó en el puesto número 22 en la lista Top 100 de grandes sudafricanos, y se la destaca por sus investigaciones en el controversial Arms Deal.
El 8 de mayo de 2018, el consejo ejecutivo de AD suspendió la membresía de De Lille, considerándola de esta forma alcalde no perteneciente al partido. La Corte Suprema del Cabo Occidental, sin embargo, revocó de manera temporal la suspensión. El 5 de agosto de 2018, De Lille anunció su intención de renunciar como alcalde de Ciudad del Cabo. Renunció como alcalde y abandonó AD el 31 de octubre de 2018.
Consecuentemente, formó Good en diciembre de 2018, y se anunció como candidata del partido a Premier de la Provincia del Cabo Occidental en febrero de 2019. Fue elegida al parlamento en mayo de 2019, así como también el 29 de aquel mes, De Lille fue designada por el presidente Cyril Ramaphosa como Ministra.

## Inicios

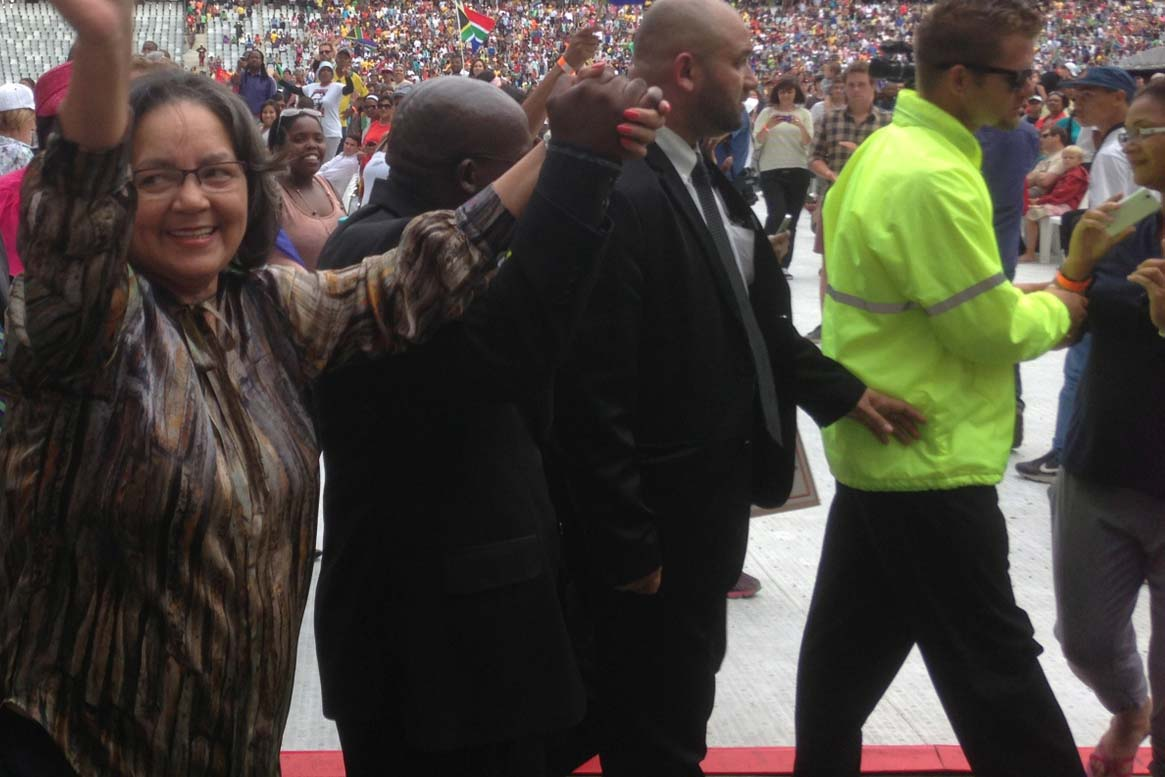
De Lille durante un concierto en memoria de Nelson Mandela en el Cape Town Stadium en 2013.

De Lille nació en 1951 en Beaufort West y concurrió a la Bastiaanse Hoërskool. En 1974 comenzó a trabajar como técnica de laboratorio en una fábrica. Se mantuvo vinculada a aquella empresa hasta 1990. En aquellos años, comenzó a involucrarse en la South African Chemical Workers Union, comenzando como una delegada de su fábrica y alcanzando el cargo de secretaria regional, antes de ser electa como parte de la junta ejecutiva de la organización en 1983. En 1988 fue elegida vicepresidenta del National Council of Trade Unions (NACTU), en aquel momento la posición sindical más alta alcanzada por una mujer en el país.